# أدب إنجلترا

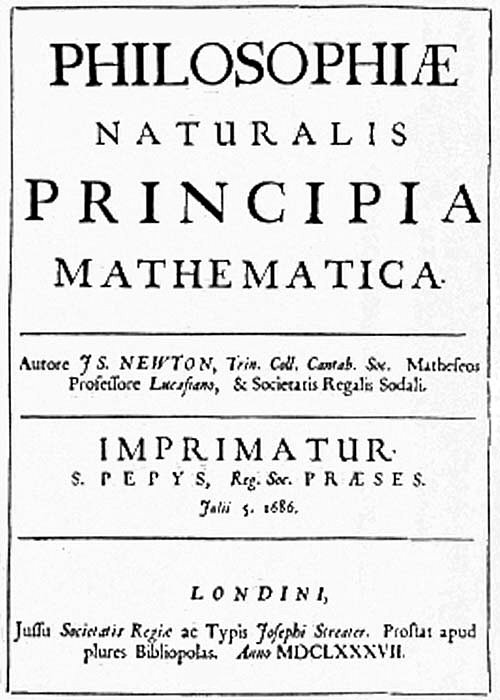

يعتبر أدب إنجلترا هو الأدب المكتوب في ما يعرف الآن بإنجلترا (أكبر دولة في المملكة المتحدة)، أو الأدب المكتوب بواسطة كتّاب إنجليز. في الغالب، يتكون أدب إنجلترا بشكل أساسي من الأدب الإنجليزي - أي الأدب المكتوب باللغة الإنجليزية - ولكن هناك أمثلة مهمة لأدب من إنجلترا مكتوب بلغات أخرى.

## أدب إنجليزي

### الأدب الإنجليزي القديم (450-1066)
الأدب الإنجليزي القديم أو الأدب الأنجلوساكسوني، يشمل الأدب الباقي المكتوب باللغة الإنجليزية القديمة في إنجلترا الأنجلوسكسونية، كانت اللهجات التي تتحدث بها هذه القبائل تُعرف بالإنجليزية القديمة أو الأنجلو سكسونية. تُعَد الفترة التي تلت استيطان السكسونيين والقبائل الجرمانية الأخرى في إنجلترا (اليوت والأنجل) عام 450، أي من بعد انسحاب حضارة الرومان، إلى «انتهاء الساكسون عند غزو النورمانديين» عام 1066 هي فترة الأدب الإنجليزي القديم. تشمل هذه الأعمال أنواعًا مثل الشعر الملحمي وسير القديسين والمواعظ وترجمات الكتاب المقدس والأعمال القانونية والسجلات والألغاز وركزت على تمجيد الأبطال ومحاولة تعليم صفات الشجاعة والكرم. كانت في الغالب من قبل شعراء مجهولين. في المجموع هناك حوالي 400 مخطوطة باقية من تلك الفترة.

### الأدب الإنجليزي الوسيط (1100-1485)
استولى النورمنديون القادمون من فرنسا على إنجلترا عام 1066؛ ومنذ ذلك التاريخ بدأ أفراد البلاط والطبقات العليا الإنجليز يتكلمون الفرنسية لمدة تزيد على مائتي عام؛ وبقيت الإنجليزية لغة الطبقة الشعبية. في أواخر القرن الرابع عشر استعادت اللغة الإنجليزية مكانتها بوصفها اللغة القومية الرئيسية؛ ولكن في حُلة جديدة تسمَّى الإنجليزية الوسيطة. كانت هذه اللغة الجديدة مكونة من عناصر من الفرنسية واللاتينية والإنجليزية القديمة واللهجات المحلية.

#### نشوء قصص المغامرات الخيالية الإنجليزية (الرومانس)
كانت هذه القصص مغامرات مكتوبة شعرًا، تتكلم عن المعارك والأبطال. نشأت في فرنسا خلال القرن الثاني عشر. وفي نهاية القرن الثالث عشر أصبحت أكثر أنواع الأدب انتشارًا في إنجلترا.
في عام 1155 أكمل شاعر نورمندي، يُسمَّى روبير واس أول عمل يأتي على ذكر فرسان المائدة المستديرة تحت إمرة آرثر، الملك البريطاني الأسطوري. وقد أصبح الملك آرثر وفرسانه الموضوع المفضل في قصص المغامرات الخيالية الإنجليزية. وفي القرن الخامس عشر، كتب السير توماس مالوري عملاً نثريًا يدعى موت الملك آرثر. وتُعتبر قصص مالوري أكثر مجموعة قصصية إنجليزية كاملة عن آرثر.

#### عصر تشوسر

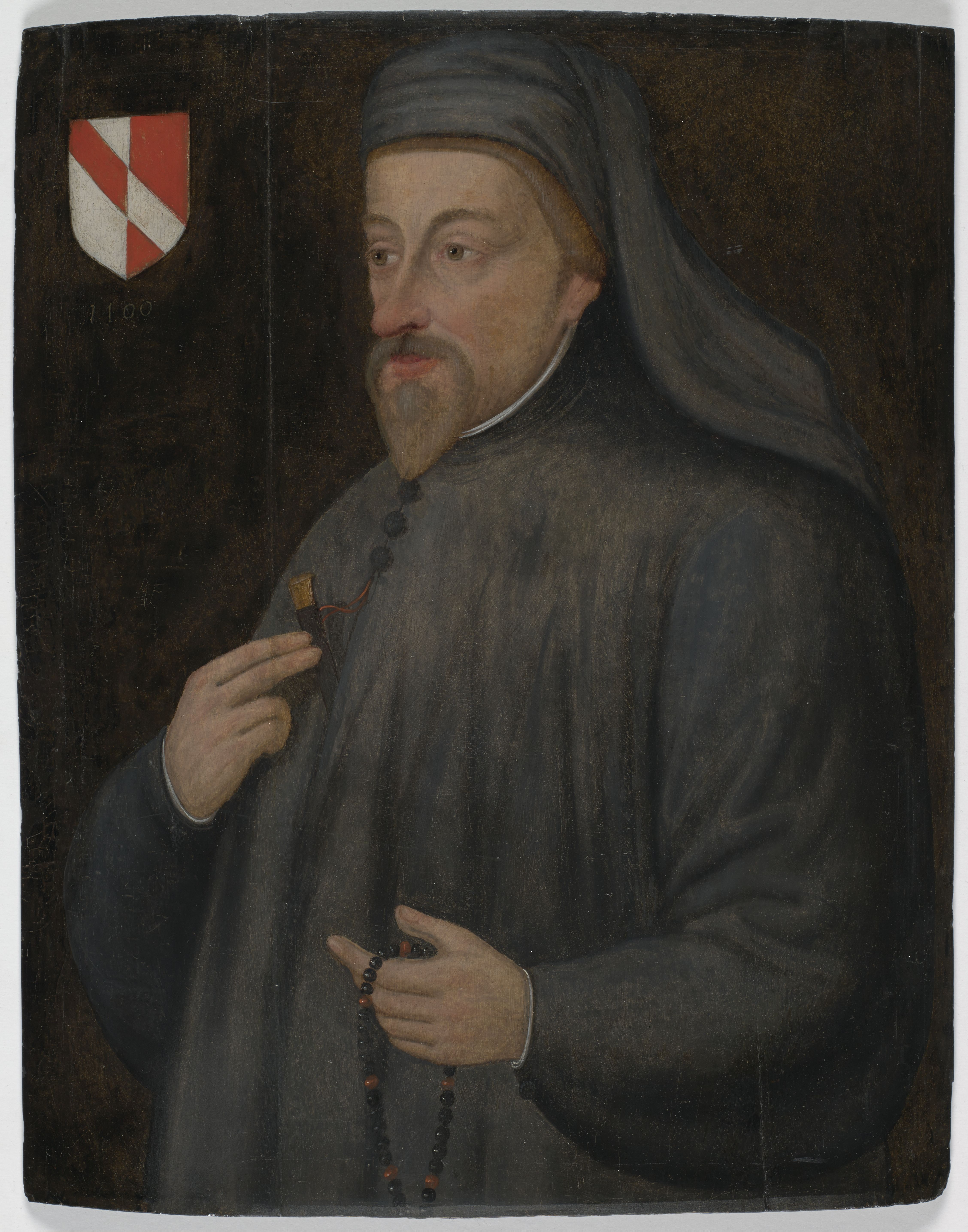
جيفري تشوسر

يعتبر جيفري تشوسر أعظم كاتب في فترة الإنجليزية الوسيطة. إن رائعته، حكايات كانتربري، التي كتبت في أواخر القرن الرابع عشر، مجموعة من القصص الهزلية الهادفة. وقد مات تشوسر دون أن يكملها. يحكي المسافرون هذه القصص لتمضية الوقت وهم في طريقهم من لندن إلى معبد ديني، يُسمَّى كانتربري. وقد قدّم تشوسر في عمله هذا نموذجًا إيقاعيًا يسمَّى البحر العمبقي ذو التفعيلة الخماسية في اللغة الإنجليزية. تتكون هذه التفعيلة من عشرة مقاطع يكون الأول فيها غير منبور يتبعه واحد منبور وهكذا بالتتالي إلى آخر السطر. ويمكن لأبيات الشعر في القصيدة أن تكون مقفاة أو غير مقفاة. أصبح البحر العمبقي خماسي التفعيلة بعد تشوسر، واسع الانتشار في الشعر الإنجليزي.

#### المسرحية الإنجليزية الأولى

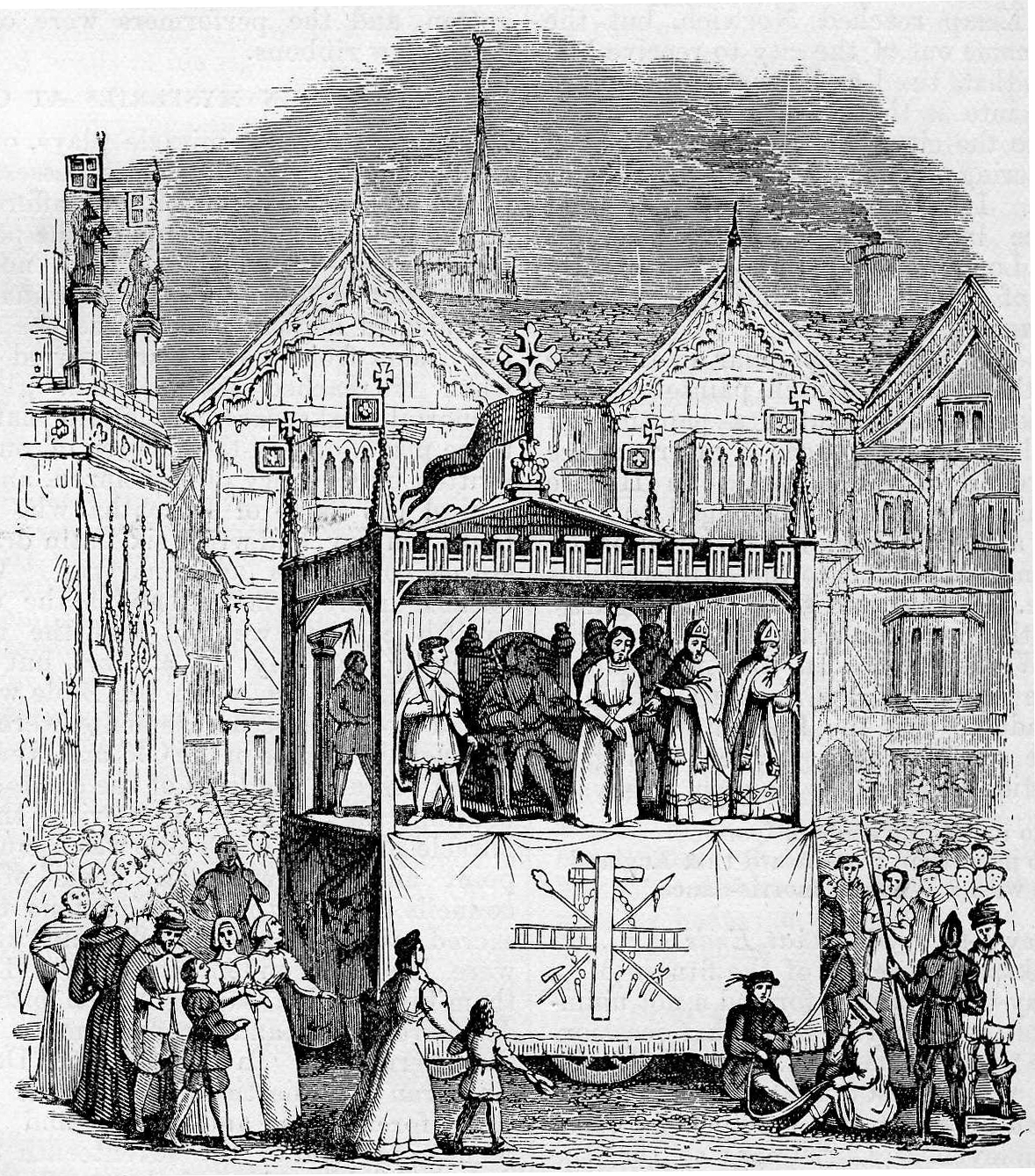
نقش من القرن التاسع عشر لأداء من تشيستر في دورة مسرحية الأسرار.

تطورت المسرحية الإنجليزية الأولى من مناظر قام الكهان بتمثيلها في باحات الكنائس لتوضح قصص الإنجيل. وتطورت المناظر إلى أعمال كاملة تسمى المسرحيات الدينية ومسرحيات المعجزات. تناولت المسرحيات الدينية حوادث الإنجيل؛ بينما تناولت مسرحيات المعجزات حياة القديسين. ثم ما لبثت نقابات التجار أن احتكرت تمثيل المسرحيات وإخراجها في ساحات المدن. ظهرت المسرحيات الأخلاقية في إنجلترا أولاً خلال القرن الخامس عشر. وقد صورت هذه المسرحيات شخصيات تمثل خصائص مجردة مثل الخير والشر. غير أن هذه المسرحيات، لم تكن أقل واقعية من المسرحيات السابقة وكان الهدف منها تعليم المشاهد دروسًا أخلاقية.

## أدب بلغات أخرى

### الأدب الأنجلولاتيني
يتكون من عدد من الأعمال الكنسيّة والتاريخية بشكل أساسي، والتي تعود لأكثر من ألف عام. ومن الأمثلة البارزة على ذلك كتاب بيدا «التاريخ الكنسي للشعب الإنجليزي». توجد العديد من الأمثلة الحديثة على الأعمال الإنجليزية المكتوبة أصلاً باللاتينية: يوتوبيا (1516) للسير توماس مور، وأطلانطس الجديدة، سرد يوتوبي للسير فرانسيس بيكون، نُشر باللاتينية باسم نوفا أتلانتس (Nova Atlantis) عام 1624 وباللغة الإنجليزية عام 1627. كتب السير إسحاق نيوتن أيضًا كتاب الأصول الرياضية للفلسفة الطبيعية، وعدة أعمال أخرى باللاتينية.

### الأدب الأنجلونورماني
يتكون من أدب العصور الوسطى باللغة الأنجلو-نورماندية، وكذلك باللغة الفرنسية. ظهرت الملحمة الفرنسية في إنجلترا في وقت مبكر. من المعتقد أن أغنية نشيد رولاند تم غنائها في معركة هاستنجز، وقد نجت بعض المخطوطات الأنجلو نورماندية من أغاني البطولة حتى يومنا هذا. تم حفظ ملحمة حج شارلمان الفرنسية فقط في مخطوطة أنجلونورماندية بالمتحف البريطاني (فقدت الآن). أقدم مخطوطة باقية من نشيد رولاند هي مخطوطة مكتوبة في إنجلترا. نُشرت مخطوطة أغنية غيوم الفرنسية بالفاكس في تشيسوك في يونيو 1903 (مراجعة باول ماير، رومانيا، 33.597-618).

### أدب اللغة العبرية
هو الأدب اليهودي الإنجليزي المبكر، تمت كتابة الأدب الأنجلو-يهودي في العصور الوسطى، وانتهى عندما نُفِّذَ مرسوم طرد اليهود من إنجلترا. استؤنف مرة أخرى، مع التقاليد الجديدة بعودة اليهودية إلى إنجلترا. ومع ذلك، ففي القرن الثالث عشر، لم يُعرف سوى عدد قليل من الكتاب.